# El héroe discreto
El héroe discreto es una novela de Mario Vargas Llosa, publicada el 12 de septiembre de 2013 por la editorial española Alfaguara simultáneamente en el mundo hispano. El libro está concebido como un melodrama salpicado de humor.
Con esta novela Vargas Llosa, por un lado, vuelve a su Perú natal después de 15 años, ya que las dos ciudades donde vivió, Lima y Piura, son las protagonistas de la historia. Por otro lado, el libro supone un reencuentro con el pasado literario del autor, ya que recupera varios personajes de algunas de sus novelas anteriores, como el sargento Lituma y Don Rigoberto. Fue la primera novela publicada por Vargas Llosa tras ganar el Premio Nobel de Literatura en 2010.

## Argumento
El héroe discreto describe el Perú contemporáneo, una sociedad marcada por la prosperidad emergente y la esperanza en el futuro, pero también por la corrupción y el crimen. La historia consta de dos relatos paralelos que acaban por estar conectados. Una trata de Felícito Yanaqué, cuyo negocio de camiones en Piura se incendió tras recibir varias cartas de extorsión y negarse a pagar el dinero de la protección. La otra es sobre Don Ismael Carrera, que se casa con su joven criada Armida a la edad de 80 años en Lima, y deshereda a sus hijos vagos.

## Personajes
- Felicito Yanaqué es el hijo de Aliño Yanaqué.
  - Esposa de Felicito Yanaqué: Gertrudis
  - Hijos de Felicito Yanaqué: Miguel y Tiburcio
  - Empresa en la que trabaja Felicito Yanaqué: Transportes Narihualá
  - Amante de Felicito Yanaqué: Mabel

- Ismael Carrera
  - Esposa de Ismael Carrera: Armida
  - Hijos de Ismael Carrera: Miki y Escobita
  - Empresa en la que trabaja Ismael Carrera: Aseguradora Limeña
- Don Rigoberto
  - Esposa de Don Rigoberto: Lucrecia
  - Hijo de Don Rigoberto: Fonchito
  - Gerente de la aseguradora de Ismael
- Capitán Silva
- Sargento Lituma

## Personajes que aparecen en otros libros anteriores de Vargas Llosa
- Lituma (Lituma en los Andes, La casa verde, La tía Julia y el escribidor, ¿Quién mató a Palomino Molero?, Historia de Mayta, La Chunga)
- Los inconquistables
- Rigoberto (Elogio de la madrastra y Los cuadernos de don Rigoberto)
- Lucrecia (Elogio de la madrastra)
- Fonchito (Elogio de la madrastra)